# Чжан Шичжао
Чжан Шичжа́о (кит. упр. 章士钊, пиньинь Zhāng Shìzhāo, 20 марта 1881, Хэцзячан, провинция Хунань, Империя Цин — 1 июля 1973, Британский Гонконг), второе имя - Син Янь(行严) также известен под псевдонимами Хуан Чжунхуан(黄中黄), Цинтун(青桐) и Цютун(秋桐). Чжан Шичжао - китайский журналист, педагог, политик начала XX века, известным своей пропагандой сначала революционных культурных ценностей в период, предшествовавший революции 1911 года, а затем традиционной конфуцианской культуры в последующие годы. Чжан Шичжао был одним из самых влиятельных публицистов ранней Китайской республики. Он занимал посты главного редактора журналов «Минли Жибао» и «Цзя Инь» и опубликовал большое количество политических статей.

## Биография

### Детство и юность
Родился 21 февраля 1881 года в городе Хэцзячун, уезд Шаньхуа (ныне уезд Чанша), провинция Хунань. Его отец, Чжан Цзинь, занимался должность деревенского старосты, а позже работал врачом и специализировался на традиционной китайской медицине. Чжан Шичжао учился в школе очень прилежно. Когда ему было 13 лет, он купил коллекцию эссе Лю Цзунъюаня и активно изучал его работы. Уже в 16 лет он работал учителем в доме родственника.
В 1901 году он поступил в Академию Лянху в городе Ухань, там же он познакомился с Хуан Сином. В марте 1902 года он поступил в Нанкинскую военную академию для изучения военного дела.
В мае 1903 года он был принят на работу главным редактором газеты «Су бао». В начале июля 1903 года цинское правительство закрыло газету «Су бао» и арестовало семь человек. Чжан Шичжао не был привлечен к ответственности благодаря связям с директором военной академии Юй Минчжэнем, который должен был вести это дело.
7 августа он вместе с Чэнь Дусю, Чжан Цзи и другими основал газету «Миньго Жибао» и продолжил активную пропаганду революции. В ноябре 1903 года он вместе с Хуан Сином отправился в Чанша из Шанхая, чтобы спланировать создание организации «Союз возрождения Китая».
После того, как из-за публикаций антицинский статей газета "Су бао" была закрыта, в Шанхае была организована Ассоциация патриотов, в состав которой входили Ян Шоужэнь, Цай Юаньпэй, Цай Э и другие. В том же году Чжан Шичжао вместе с Хуан Сином и другими основали «Союз возрождения Китая», цель которого также заключалась в организации антицинской деятельности.
"Союз возрождения Китая" спланировал поднять восстание в Чанша 6 ноября 1904 года. Чжан Шичжао в свою очередь создал в Шанхае секретное агентство для оказания подпольной материальной помощи. В октябре "Союз спасения Китая" отправился в Шанхай, чтобы собрать всех членов и лидеров на встречу для подготовки к восстанию. Однако из-за того, что цинское правительство нарушило работу органов "Союза спасения Китая", более десяти человек, включая Чжан Цзи и Чжан Шичжао, были арестованы. План восстания не осуществился. Чжан Шичжао и другие содержались под стражей более 40 дней, прежде чем были освобождены под залог. Опасаясь преследования освобожденные члены "Союза спасения Китая", включая Чжан Шичжао, бежали в Японию.

### Учеба за границей
В ранние годы жизни Чжан Шичжао занимал радикальную позицию, отвергая конфуцианскую культуру в пользу западных ценностей. Во время пребывания в Японии, а затем в Великобритании Чжан Шичжао был очень впечатлен продвинутым уровнем модернизации. Это путешествие, хотя и не убедило его в превосходстве Запада, все же привело к примирению с традиционными китайскими ценностями.
В 1905 году Чжан Шичжао отправился в Университет Хосэй в Токио и обучался на ускоренном курсе. В то же время он изучал английский язык в Токийской школе. Он стремился овладеть различными знаниями, поскольку считал, что таким образом сможет спасти свою Родину. В августе того же года в Токио была основана Тунмэнхуэй — революционная организация, желавшая свергнуть династию Цин, но Чжан Шичжао решительно отказался присоединиться к ней.  Позже он также не присоединился и к другим политическим партиям.
В 1907 году он отправился в Абердинский университет в Великобритании, чтобы изучать право, политику и заниматься исследованиями в области логики, многие его исследования дошли и до Китая. Таким образом, только в период конца правления династии Цин в китайскую науку пришли были включены основы логики: методы мышления, дедукции, индукции и тд.
В 1909 году он женился на У Цяннань в Лондоне. Во время своего пребывания в Великобритании он часто писал статьи для местных газет, чтобы ознакомить читателей с политическими доктринами различных фракций в Западной Европе, в особенности с конституционной политикой, которая имела большое влияние на Китай в то время.

### Возвращение в Китай
После завершения Учанского восстании в 1911 году Чжан Шичжао и его семья вернулись в Китай из Великобритании, искренне поддержав Сунь Ятсена и революцию 1911 года. По приглашению Сунь Ятсена он возглавил газету «Миньли Бао», издаваемую организацией Тунмэнхуэй.  В июле Чжан Шичжао опубликовал статью «Дело правительственной партийной организации» в «Миньли бао», призывая к тому, чтобы все новые внутренние политические партии (включая Тунмэнхуэй) были распущены, а затем разделены на две партии в соответствии с их разными политическими взглядами, и в таком формате баллотироваться на выборы. Это была его знаменитая «Доктрина разрушения партийного строительства». Она подверглась критике различных сторон, и в Тунмэнхуэй возник большой резонанс. Из-за этого Чжан Шичжао покинул газету «Миньли бао» и отправился на север по приглашению Юань Шикая. Юань Шикай пожертвовал ему огромный дом и назначил ректором Пекинского университета. Таким образом, он присоединился к правительству Юань Шикая и занял пост генерального секретаря военного правительства Гуандуна.
В марте 1913 года после убийства Юань Шикаем Сун Цзяоженя и обвинения в убийстве Хуан Сина. Чжан Шичжао бежал из Пекина и отправился в Шанхай, чтобы встретиться с Сунь Ятсеном и Хуан Сином. Следуя приказу Сунь Ятсена он выступил Юань Шикая вместе с Цэнь Чуньсюанем, а также принял участие в составлении проекта "Декларации Второй революции". В июле Сунь Ятсен назначил Чжан Шичжао генеральным секретарем карательной армии против Юань Шикая. После провала «Второй революции» Чжан Шичжао улетел в Японию.
В мае 1914 года в Токио вместе с Чэнь Дусю, Гу Чжунсю и другими он основал ежемесячный журнал «Цзя Инь». Чжан Шичжао опубликовал в первом номере статью «Правительство», в которой вновь выступал за двухпартийную систему и предлагал правящей партии обеспечить себе развитие и прогресс за счет оппозиционной партии. Чжан Шичжао выступал за новаторство, выступал против автократии и Юань Шикая, поддерживал республику, однако был против насильственных радикальных методов.

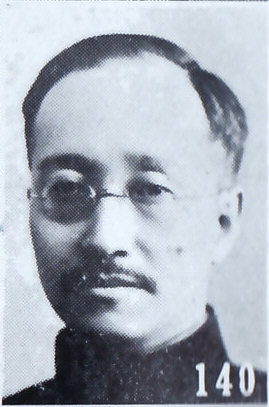

Зимой 1915 года Юань Шикай публично провозгласил себя императором, и против него выступила "Армия защиты республики". В мае была создана Военная академия в округе Чжаоцин(пров. Гуандун), и Чжан Шичжао занял пост генерального секретаря военной академии и генерального секретаря штаба командующего армиями Гуандун и Гуанси.
Юань Шикай умер в июне 1916 года, и Ли Юаньхун стал новым президентом. Чжан Шичжао остался в Пекине, они был избран в Палату представителей в Парламенте. По приглашению Цай Юаньпея он был принят на работу профессором этики в Исследовательский институт Пекинского университета. Он также был назначен на пост заведующего библиотекой.
В мае 1918 года он занимал пост генерального секретаря Военного правительства в защиту Конституции. Он также был избран представителем Юга на мирных переговорах между Севером и Югом в 1919 году.

### 1920-е годы
В 1920-е годы мышление Чжан Шичжао претерпело огромные изменения: он стал решительно выступать против "Движения новой культуры". Уже в сентябре 1919 года движение "Движение новой культуры" достигло своего апогея, и Чжан Шичжао был глубоко обеспокоен тем, что оно выступало за разрушение старого и создание нового в области литературы и морали. Он выступил в поддержку классического китайского языка, противопоставляя его современному разговорному китайскому языку «байхуа», и вел литературную войну против сторонника «байхуа» Ху Ши. Чжан Шичжао настаивал на том, что Китай как аграрная страна не может поглощать институты, возникшие на индустриальном Западе. Он выступал за политическую систему, организованную вокруг профессий или "кавказских собраний", а не за европейскую избирательную демократию.
После создания Коммунистической партии Китая Чжан Шичжао увидел будущее Китая и надежду китайской нации в коммунизме. Его политические взгляды вновь претерпели изменения, он стал поддерживать КПК.
В июне 1923 года он уехал из Пекина в Шанхай. В октябре Цао Кунь добился президентского кресла, подкупив членов ассамблеи — каждый из них получил по 5 000 серебряных долларов. В то время Чжан Шичжао был главным редактором шанхайской газеты "Синьвэнь бао", он опубликовал в ней статью, осуждающую членов ассамблеи.
В 1924 году к власти пришёл Дуань Цижуй. Чжан Шичжао выступал за отмену первой Конституции, и предложение Конгресса совпадало с мнением Дуань Цижуя, поэтому он пригласил Чжан Шичжао вернуться в Пекин. Так, 44-летний Чжан Шичжао вступил в Бэйянскую клику. Дуань Цижуй, как "временный верховный правитель" предложил Чжан Шичжао занять пост министра юстиции.
В апреле 1925 года Чжан Шичжао был назначен на должность министра образования. На новой должности он заявил, что изменит стиль обучения, объявит единый университетский экзамен и объединит восемь университетов в Пекине, что вызвало противодействие со стороны прогрессивистов в сфере образования и молодых студентов. 9 апреля студенты подали прошение об увольнении Чжан Шичжао. Чжан Шичжао подал в отставку и отправился в Шанхай, однако после уговоров Дуань Цижуя он вернулся на пост министра юстиции.  В конце июля Чжан Шичжао вновь был назначен министром образования, чтобы он продолжил вводить новый стиль обучения. Несмотря на сопротивление, Чжан Шичжао сменил ректоров университетов, которые выступали против него. Во время протестов один из инициаторов «Движения за новую литературу» и преподаватель колледжа Лу Синь много раз выступал против Чжан Шичжао вместе с педагогическими кругами, поэтому в августе Чжан Шичжао распустил Пекинский женский педагогический колледж. В ответ на это Лу Синь подал жалобу в административно-контрольную палату, требуя отстранения Чжан Шичжао от государственной должности. 19 ноября, когда революционное движение достигло апогея, резиденция Чжан Шичжао в Пекине была разгромлена шествием. Когда студенты-демонстранты разгромили дом Чжан Шичжао в знак протеста против внедрения конфуцианства в учебный процесс и подавления студенческой активности, он в отместку уволил их кумира Лу Синя.
В 1926 году, во время кровавого инцидента 18-го марта, Чжан Шичжао был назначен генеральным секретарем правительства Дуань Цижуя. Однако, после того, как Народная армия отстранила Дуань Цижуя от власти, Чжан Шичжао покинул Тяньцзинь и продолжил издавать еженедельник «Цзя Инь» в японской концессии. В журнали он подчеркивал противостояние "Движению Новой Литературы", "Движению Новой Культуры", китайскому языку "байхуа" и "европеизации", что вызвало много критики, однако Чжан Шичжао не особо волновало мнение других
В 1928 году Национально-революционная армия восстановила власть в Пекине. Чжан Шичжао был объявлен в розыск, поскольку занимал высокую должность в правительстве, поэтому он бежал в Европу.

### 1930-е и 1940-е годы
В 1930 году после объявления Пекина столицей Китая в противовес Нанкину Чжан Шичжао был приглашен Чжан Сюэляном вернуться в Китай и занять пост директора института гуманитарных наук Северо-Восточного университета в Шэньяне. После Мукденского инцидента он уехал в Шанхай, чтобы работать юристом.
В октябре 1932 года Чэнь Дусю и другие были арестованы гоминьдановским правительством в Шанхае. Чжан Шичжао встал на защиту Чэнь Дусю и попросил суд признать его невиновным. Заявление Чжан Шичжао заявил о том, что правительство должно терпимо относиться к различным политическим партиям. Его заявление потрясло суд, оно также было опубликовано в китайских и зарубежных газетах.
Во время начал Японо-китайской войны он находился в Шанхайской концессии. В марте 1938 года было создано нанкинское марионеточное правительство. Лян Хунчжи пытался переманить Чжана Шичжао на свою сторону, но Чжан Шичжао отказался
После Японо-китайской войны(1937-1945) он занимал пост члена правительства в г. Чунцин Китайской Республики. Позже он вернулся в Шанхай и возобновил свою юридическую практику.

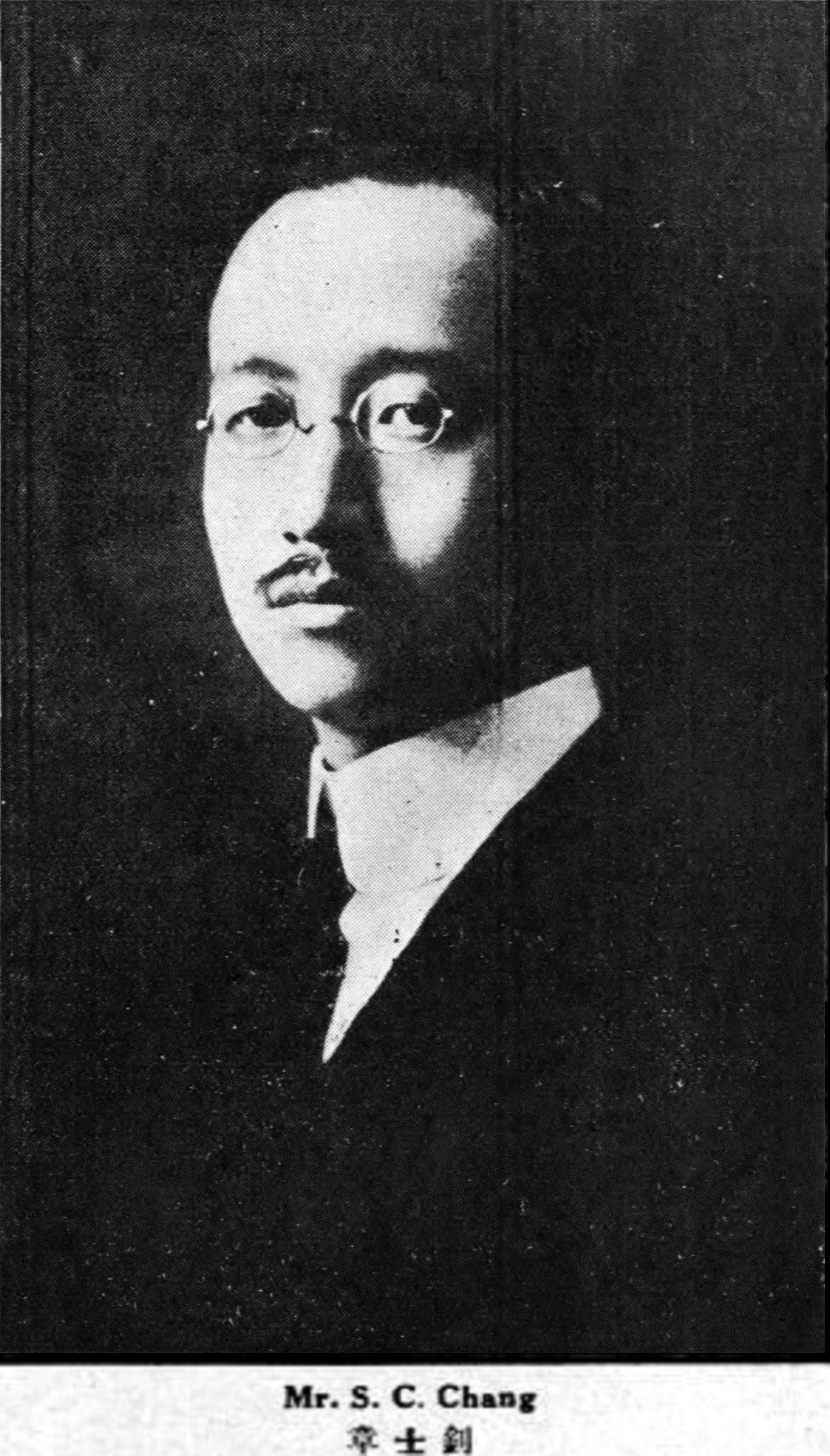

В сентябре 1949 года Чжан Шичжао был избран для участия в первом пленарном заседании Народного политического консультативного совета Китая(НПКСК). После основания Китайской Народной Республики Чжан Шичжао был избран членом первого второго и третьего Всекитайского комитета Народного политического консультативного совета Китая, а также являлся членом Политико-юридический комитета при Государственном Административном Совете, членом Постоянного комитета Всекитайского собрания народных представителей, президентом Центрального научно-исследовательского института культуры и истории.

### Культурная революция и последние годы жизни
Во время «Культурной революции», когда бунтари направили свой удар в сторону Дэн Сяопина и Лю Шаоци, Чжан Шичжао был полон опасений за будущее страны и, невзирая на личную безопасность, писал письма Мао Цзэдуну, в которых прямо просил его повернуть все вспять. В начале «Культурной революции» деятельность Чжан Шичжао подверглась критике, поэтому в его доме был проведен обыск. Чжоу Эньлай резко раскритиковал ответственных за обыск и приказал немедленно вернуть все изъятые книги и отправить кого-нибудь для защиты резиденции Чжан Шичжао. Кроме того, был составлен так называемый «список кадров, подлежащих защите». Чжан Шичжао был очень обеспокоен судьбой Лю Шаоци, поэтому предложил Мао Цзэдуну выступить посредником в решении их конфликта. Во время "Культурной революции" он посвятил себя написанию книги "Лю Вэнь Чжи Яо", опубликованной в 1971 году при поддержке Мао Цзэдуна. Это был особо редкий случай в эпоху Культурной революции.
В последние годы своей Чжан Шичжао больше всего хотел мирного воссоединения родины по обе стороны пролива (материкового Китая и Тайваня). По этой причине, несмотря на 92-летний возраст, он поехал в Гонконг один, чтобы восстановить связи с Тайванем, и в конце концов умер от болезни в Гонконге 1 июля 1973 года, сделав свой последний вклад в дело мирного воссоединения материкового Китая и Тайваня.

## Взгляды и идеи

### Государство примирения
После провала «Второй революции» он выдвинул теорию «строительства страны, основываясь на примирении» в журнале «Цзя Инь», который сам основал и редактировал .
Чжан Шичжао занимался изучением теоретических оснований того, почему и как свободное правительство (free government) может добиться успеха в Китае. Он признавал, что свободное правительство не может быть установлено в Ките путем развития уже существующего демократического потенциала. По словам Чжан Шичжао, он не мог притворяться и говорить, что китайцы представляют собой единый "народ", или что эти 400 миллионов китайцев уже восприняли концепцию публичного пространства, в котором могут проводиться трансформирующие политические процессы. Таким образом, проблема, которую пытался решить Чжан Шичжао, заключалась в том, как начать политические изменения в условиях отсутствия политического сообщества. В отличие от его современников (Лян Цичао и Сунь Ятсена) он отказался рассматривать проблему демократического истеблишмента как проблему образования, видя в этом ту же предпосылку социальной трансформации под руководством элит, которая сформировала политическую активность в поздней империи. Вместо этого решение Чжан Шичжао было ориентировано на обычных людей, которые включены в социальную жизнь. Для Чжан Шичжао люди стоят в центре сети социальных отношений, которые формируются повседневным участием каждого человека. Люди вносят свой вклад в создание демократического сообщества тремя способами, а  именно «самосознанием», «самостоятельным распоряжением талантом» и «примирением». Самосознание (自覺) предназначено для противодействия пассивности, отчаянию и фатализму среди людей. Это подразумевает проявление человеком «талантов», «честности» и «храбрости». "Самостоятельное распоряжение талантом" (自用 才) - это «следующее расширение самосознания», которое начинает воздействовать на ту внешнюю среду, на которую нацеливается самосознательное видение изменений, но не затрагивая её напрямую Наконец, "примирение" (調和) - это попытка связать осознающих себя и талантливых людей с другими членами общества. Примирение основывается на осознании различий и плюрализма в обществе, предлагая средство, с помощью которого различия могут быть конструктивно преодолены не внутри уже существующих общественных пространств, а, прежде всего, между людьми. Другими словам это личностный процесс, в котором человек преодолевает свои «животные желания», побуждающие его отдавать предпочтение одному и ненавидеть другое. Процесс примирения работает сразу на личном, социальном и политическом уровнях, именно поэтому Чжан Шичжао видел в нём средство построения государственного устройства в отсутствие четко определённого общественного пространства.
Важность модели Чжан Шичжао заключается в снижении порога для политической активности, тем самым сигнализируя о возможностях действий для отдельных лиц и вытаскивая их из «ловушки» мышления, о том, что ничего не может быть сделано ими в одиночку.

### Сельское хозяйство, как основа государственного строительства
Чжан Шичжао выдвинул теорию «аграрного государства», почти полностью отрицая свои прошлые социальные и политические идеи. Эта теория полностью противоречит теории модернизации. Теория заключалась в том, что Китай всегда создавал страну, основанную на сельском хозяйстве, и должен продолжать придерживаться этой традиции. Необходимо было отказаться от всех систем, связанных с созданием страны на основе промышленности и торговли. В политической сфере, вопреки его предыдущим теориям, не должно было быть президентов, парламентов, политических партий и других систем, связанных с промышленностью и торговлей.
Он неоднократно писал статьи и выступал с речами, утверждая, что с момента основания Китайской Республики политическая ситуация была хаотичной, а военные бедствия продолжались. Чжан Шичжао считал, что правительство пошло неправильным путем и установило в Китае систему, которая не соответствовала национальным особенностям Китая.

## Интересные факты
- В 1910 году Чжан Шичжао опубликовал статью «论翻译名义» в газете «Гофэн бао», которой руководил Лян Цичао, и впервые предложил перевести английской слово «Logic» как «逻辑»[2].
- То:тен Миядзаки-японский философ использовал псевдоним Накаяма(кит. Чжуншань) в своем произведении "Отель Журавль" для того, чтобы обезопасить Сунь Ятсена в эмиграции. Чжан Шичжао объединил все работы из сборника То:тена Миядзаки «Сон о тридцати трех годах падающих цветов» в книгу «Великий революционер Сунь Ятсен», связав предыдущий псевдоним Сунь Ятсена, который ему дал То:тен Миядзаки с его фамилией "Сунь"(孙). Таким образом, в сентябре 1903 года книга была опубликована Чжан Шичжао под псевдонимом Хуан Чжунхуан, и в Китае Сунь Ятсен стал известен под новым псевдонимом "Сунь Чжуншань" (孫中山)[2].
- В 1920 году он одолжил молодому Мао Цзэдуну около 20 000 юаней, возможно, потому, что он познакомился с тестем Мао, Ян Чанцзи, когда они были студентами в Англии. Для погашения долга в 20 000 юаней Мао Цзэдун до самой смерти отдавал Чжан Шичжао по две тысячи юаней в год[3].

## Дети
У него было три сына: Чжан Кэ (章可), Чжан Юн (章用) и Чжан Инь (章因). Чжан Юн и Чжан Инь умерли молодыми и не состояли в браке. Чжан Кэ женился в возрасте 60 лет и не имел детей.
Его приемной дочерью была Чжан Ханьчжи, которая по предложению Мао Цзэдуна вышла замуж за овдовевшего Цяо Гуаньхуа.